# 马费成
马费成（1947年—），男，贵州余庆人，中国信息管理专家、情报学家，武汉大学教授，国务院学位委员会学科评议组成员，中国图书馆学会名誉理事。